# آرکیدیا (اکلاهما)
آرکیدیا(به انگلیسی: Arcadia) شهری در ایالت اکلاهما کشور ایالات متحده آمریکا است که جمعیت آن در سرشماری سال ۲۰۱۰ میلادی، ۲۴۷ نفر بوده‌ است.